# Bafing (fiume)
Il Bafing è un fiume dell'Africa occidentale (Guinea e Mali), ramo sorgentizio di sinistra del fiume Senegal.
Ha origine nel massiccio del Fouta Djalon, regione di alteterre situata in territorio guineano. Scorre dapprima con direzione nordorientale, attraversando il territorio guineano e segnando per un breve tratto il confine con il Mali; entrato in quest'ultimo Stato, assume direzione settentrionale, successivamente occidentale e poi nuovamente settentrionale fino alla sua unione con il Bakoye (a formare il fiume Senegal), nei pressi della città di Bafoulabé.
Circa 350 chilometri ad ovest di Bamako, capitale del Mali, il fiume Bafing è stato sbarrato con la costruzione della diga di Manantali, che ha originato l'omonimo bacino artificiale, che con circa 600 km² risulta uno dei più grandi del Mali.